# Atis
Atis (starogrško starogrško Ἄτυς, Atis) je legendarni lidijski kralj iz 2. tisočletja pr. n. št. Po Herodotu je bil eden od prvih kraljev Lidije, ki se je takrat imenovala Meonija. Bil je sin kralja Manesa in oče kralja Lida, po katerem so Lidijci dobili ime.
Herodot piše, da je bila med Atisovim vladanjem v Meoniji velika lakota.  Da bi laže  preživeti lakoto, so Meonci razvili različne zvijače, vključno s kockanjem, metanjem kosti in igrami z žogo. Njihov namen je bil odvrniti pozornost od lakote, preživeti čas in jesti samo vsak drug dan. Na tak način so živeli celih osemnajst let, potem pa se je Atis odločil, da bo v Meoniji ostala samo polovica prebivalcev, druga polovica pa bo morala najti drug življenjski prostor. Prvi polovici je še naprej vladal sam, izseljence pa je prepustil svojemu drugemu sinu Tirenu. Tiren je svojo skupino odpeljal v Umbrijo, kjer so se naselili in postali znani kot Tirenci.
Domorodni grško-lidijski zgodovinar Ksant je malo za Herodotom v jonski grščini napisal zgodovino Lidije z naslovom Lidiaka (grško Λυδιακά), ki se je ohranila samo v fragmentih. Tudi Ksant omenja, da je imel Atis dva sinova, Lida in Tirena, in da je Meonce razdelil na  Lidijce in Torubijce (Tirence). 

## Sklica
1. ↑  Herodotus & de Sélincourt 1954, str. 43, 80.
2. ↑  Herodotus & de Sélincourt 1954, str. 80–81.

## Vir
- Herodotus (1975) [1954]. Burn, A. R.; de Sélincourt, Aubrey, ur. The Histories. London: Penguin Books. ISBN 0-14-051260-8.

| Atis              |                                        |                |
| Vladarski nazivi  |                                        |                |
| Predhodnik: Manes | Kralj Meonije 2. tisočletje pr. n. št. | Naslednik: Lid |